# Vasco Callixto
Vasco Callixto ComM (Amadora, 12 de janeiro de 1925 – Loures, 27 de dezembro de 2021) foi um jornalista e escritor de viagens, com destaque para a presença portuguesa no mundo. Nas suas monografias e artigos, especializou-se também na investigação nas áreas do automobilismo, do desporto automóvel e da história da aviação em Portugal. Foi colaborador da imprensa portuguesa desde 1944 e publicadou mais de 50 livros desde 1962.
A primeira destas obras, Fala a Velha Guarda, publicada em 1962, é constituída por um conjunto de entrevistas aos mais antigos automobilistas portugueses. Em 1963 saiu o segundo volume deste trabalho.
Morreu a 27 de dezembro de 2021, em Loures, aos 96 anos.

## Biografia literária

### Os livros de viagens
A publicação de livros de viagens iniciou-se em 1965, com Pelas Estradas da Europa, e essa é a vertente mais prolífica da sua obra de. Em títulos como Viagem às Terras do Sol da Meia-Noite (1966), Viagem até às Portas da Ásia (1969), Viagem Transafricana  (1972), Viagem a Macau (1978), Viagem à Índia (1985), Por Estradas da Venezuela (1989) ou Uma Volta ao Mundo em Português (1996), relata de forma detalhada as viagens que efetuou por todos os continentes.
Em 1964, conduziu até ao Cabo Norte o primeiro veículo automóvel construído em Portugal.

### Os meios de transporte
Em As Rodas da Capital (1967), relata a história dos meios de transporte na cidade de Lisboa. A investigação na área do automobilismo teve seguimento em Primeiro Arranque (1971) e, mais recentemente, em Desporto Automóvel : 1957-2007 : 50 Anos de Memórias (2007).
Entre as décadas de 1970 e 1990, foi diretor da revista Rodoviária, dedicada ao turismo e ao automobilismo, e que tinha sido fundada por Manuel Oliveira Santos em 1955.

### A aviação
Na área da história da aviação, destacam-se na sua obra os títulos A Aviação na Amadora (1974), sobre a sua cidade natal e que foi nas décadas de 1920 e 1930 um dos berços da aviação em Portugal, Plácido de Abreu, um Meteoro Aeronáutico (1985) e Os Primeiros Aviadores Portugueses em Macau (1999).

### A família
Em 2005, publicou Uma Família de Serpa, onde historia as origens da sua família desde meados do século XVIII, com destaque para seu bisavô António Carlos Callixto e para seu avô Carlos Callixto, ambos nascidos naquela localidade alentejana.

## Homenagens
A 29 de junho de 2020, foi agraciado com o grau de Comendador da Ordem do Mérito, o qual lhe foi atribuído pelo Presidente da República Marcelo Rebelo de Sousa.

## Obras publicadas
- Fala a Velha Guarda – I Volume (1962)]
- Fala a Velha Guarda – II Volume (1963)
- Pelas Estradas da Europa (1965)
- Viagem às Terras do Sol da Meia-Noite (1966, reedição em 2014)
- Viagem ao Leste da Europa (1967)
- As Rodas da Capital (1967)
- Pelas Estradas de Marrocos (1968)
- Viagem até às Portas da Ásia (1969)
- Duas Viagens (1970)
- Primeiro Arranque (1971)
- Viagem Transafricana (1972)
- Pelas Estradas dos Açores (1973)
- A Aviação na Amadora (1974)
- Viagem a Cabo Verde (1974)
- Jornada Americana (1976)
- Pelas Estradas da Madeira e de Porto Santo (1977)
- Viagem a Macau (1978, reedição em 2019)
- Por Estradas do Brasil (1979)
- Um Monumento aos Pioneiros da Aviação (1980)
- Viagem ao Norte e Nordeste do Brasil (1981)
- Visita às Sete Ilhas Canárias (1982)
- Viagem à Costa Ocidental da América (1983)
- Viagem à Índia (1985)
- Plácido de Abreu, um Meteoro Aeronáutico (1985, reedição em 2019)
- Meia Volta ao Mediterrâneo (1986)
- Viagem à Islândia e às Ilhas Faroe (1987)
- Páginas da História da Amadora (1987)
- Do Atlântico ao Pacífico (1988)
- Por Estradas da Venezuela (1989)
- Viagem ao Mar Vermelho (1990)
- Viagem à África Ocidental (1991)
- As Primeiras Viagens Aéreas entre Portugal e a Guiné-Bissau (1991)
- Viagem a São Tomé e Príncipe (1992)
- Viagem ao Quinto Continente (1993)
- Os Primeiros Aviões em São Tomé e Jorge de Castilho na Austrália (1993)
- Portugal na Costa Leste dos Estados Unidos (1994)
- Uma Volta ao Mundo em Português (1996)
- O Japão Português (1998)
- As Terras e os Homens (1999)
- Os Primeiros Aviadores Portugueses em Macau (1999)
- Viagens (2000)
- As Terras, os Factos e os Homens (2001)
- Regresso aos Açores (2002)
- Retalhos da Europa (2003)
- Retalhos de Portugal (2004)
- Uma Família de Serpa (2005)
- Desporto Automóvel - 1957-2007 - 50 Anos de Memórias (2007)
- Viagens no Atlântico (2008)
- Memórias de uma Vida (2010)
- 50 Anos de Viagens (2011)[6]
- Dos Primórdios do Automóvel em Portugal à Presença de Portugal no Mundo (2012)[7]
- Centenário de Carlos Callixto - Primeiro Jornalista Desportivo Português Deputado e Senador da República (2013)
- Foi Há 80 Anos... A 1ª Viagem Aérea a Timor.... com Regresso ao Local de Partida (2014)
- Aviação Heróica - Raid Aéreo Lisboa-Madeira-Açores - 1926 / Cruzeiro Aéreo 1935/1936 - O Fim de um Ciclo (2016, co-autoria de Eduardo Brito Coelho)
- Miscelânea - Escritos da Quarta Idade... (2017)
- Asas de Portugal na Índia Portuguesa (2018, co-autoria de Victor Brito e Luís Barbosa)
- Seis Dias no Faial (2019)
- A Aviação na Amadora Há 100 Anos (2020)[4]